# 冉家ハ駅
冉家垻駅（ぜんかはえき）は、中華人民共和国重慶市渝北区龍山大道と龍山一路の交差点に位置する重慶軌道交通環状線、5号線、6号線の駅である。

## 歴史
- 2012年9月28日：6号線の当駅付近の区間は開通しましたが、当駅自体の開通は見送られました[1]。
- 2013年1月20日：6号線の駅が正式に開業しました[2]。
- 2017年12月28日：5号線の開業により、乗り換え駅となる[3]。
- 2018年12月28日：環状線の駅として開業[4]。

## 駅構造
5号線悦港北路方面と6号線北碚方面のホームが地下4階、5号線跳磴方面と6号線茶園方面のホームが地下5階にある。島式2面4線のホームを共用しており、同一方向の乗り換えにおいて対面乗り換えが可能な構造となっている。
環状線は相対式ホーム2面2線を有する地下駅である。ホームは地下6階にある。

### のりば
案内上ののりば番号は設定されていない。
| 路線                    | 方向   | 行先                       | 備考       |
| ----------------------- | ------ | -------------------------- | ---------- |
| 地下4階ホーム           |        |                            |            |
| ■ 5号線                 | 北行   | 悦港北路方面               |            |
| ■ 6号線                 | 北行   | 北碚方面                   |            |
| 地下5階ホーム           |        |                            |            |
| ■ 5号線                 | 南行   | 重慶西駅・跳磴方面         |            |
| ■ 6号線                 | 南行   | 茶園方面                   |            |
| 環状線ホーム（地下6階） |        |                            |            |
| ■ 直快列車              | 南行   | 沙坪垻・重慶西駅・跳磴方面 | 同一線共用 |
| ■ 環状線                | 外回り | 沙坪垻・重慶西駅方面       | 同一線共用 |
| ■ 環状線                | 内回り | 重慶北站南広場・上新街方面 | 同一線共用 |
| ■ 直快列車              | 東行   | 重慶北站北広場・唐家沱方面 | 同一線共用 |

## 隣の駅
重慶軌道交通
■ 環状線
体育公園駅 (環/10) - 冉家垻駅 (環/11) - 動歩公園駅 (6/16)
■ 直快列車（環状線ホームに停車します）
沙坪垻駅 (環/06) - 冉家垻駅 (環/11) - 民安大道駅 (4/01)
■ 5号線
幸福広場駅 (6/14) - 冉家垻駅 (5/15) - 大龍山駅 (5/16)
■ 6号線
大龍山駅 (6/14) - 冉家垻駅 (6/15) - 光電園駅 (6/16)